# Dirka po Španiji 2024
Dirka po Španiji 2024 je 79. izvedba dirke po Španiji, tritedenske moške cestne kolesarske etapne dirke. Začela se je 17. avgusta s posamičnim kronometrom v Lizboni, končala pa 8. septembra prav tako s posamičnim kronometrom v Madridu. Rdečo majico je rekordnih četrtič osvojil Primož Roglič (Red Bull–Bora–Hansgrohe), drugo mesto Ben O'Connor (Decathlon–AG2R La Mondiale), tretje pa Enric Mas (Movistar Team). Zeleno majico je osvojil Kaden Groves (Alpecin–Deceuninck), pikčasto majico Jay Vine (UAE Team Emirates), belo majico pa Mattias Skjelmose (Lidl–Trek).

## Ekipe
UCI WorldTeams
- Alpecin–Deceuninck
- Arkéa–B&B Hotels
- Astana Qazaqstan Team
- Cofidis
- Decathlon–AG2R La Mondiale
- EF Education–EasyPost
- Groupama–FDJ
- Ineos Grenadiers
- Intermarché–Wanty
- Lidl–Trek
- Movistar Team
- Red Bull–Bora–Hansgrohe
- Soudal–Quick-Step
- Team Bahrain Victorious
- Team dsm–firmenich PostNL
- Team Jayco–AlUla
- Visma–Lease a Bike
- UAE Team Emirates

UCI ProTeams
- Equipo Kern Pharma
- Euskaltel–Euskadi
- Israel–Premier Tech
- Lotto–Dstny

## Etape
| Etapa  | Datum        | Štart/Cilj                                    | Razdalja    | Tip         | Tip             | Zmagovalec            |
| ------ | ------------ | --------------------------------------------- | ----------- | ----------- | --------------- | --------------------- |
| 1      | 17. avgust   | Lizbona (Portugalska) — Oeiras (Portugalska)  | 12 km       |             | kronometer      | Brandon McNulty (USA) |
| 2      | 18. avgust   | Cascais (Portugalska) — Ourém (Portugalska)   | 194 km      |             | razgibana etapa | Kaden Groves (AUS)    |
| 3      | 19. avgust   | Lousã (Portugalska) — Castelo Branco (Andora) | 191,2 km    |             | razgibana etapa | Wout van Aert (BEL)   |
| 4      | 20. avgust   | Plasencia — Pico Villuercas                   | 170,5 km    |             | gorska etapa    | Primož Roglič (SLO)   |
| 5      | 21. avgust   | Fuente del Maestre — Sevilja                  | 177 km      |             | ravninska etapa | Pavel Bittner (CZE)   |
| 6      | 22. avgust   | Jerez de la Frontera — Yunquera               | 185,5 km    |             | gorska etapa    | Ben O'Connor (AUS)    |
| 7      | 23. avgust   | Archidona — Córdoba                           | 180,5 km    |             | razgibana etapa | Wout van Aert (BEL)   |
| 8      | 24. avgust   | Úbeda — Cazorla                               | 159 km      |             | hribovita etapa | Primož Roglič (SLO)   |
| 9      | 25. avgust   | Motril — Granada                              | 178,5 km    |             | gorska etapa    | Adam Yates (GBR)      |
|        | 26. avgust   | dan počitka                                   | dan počitka | dan počitka | dan počitka     | dan počitka           |
| 10     | 27. avgust   | Ponteareas — Baiona                           | 160 km      |             | gorska etapa    | Wout van Aert (BEL)   |
| 11     | 28. avgust   | Padrón — Padrón                               | 166,5 km    |             | hribovita etapa | Eddie Dunbar (IRL)    |
| 12     | 29. avgust   | Orense — Estación de Montaña de Manzaneda     | 137,5 km    |             | razgibana etapa | Pablo Castrillo (ESP) |
| 13     | 30. avgust   | Lugo — Puerto de Ancares                      | 176 km      |             | gorska etapa    | Michael Woods (CAN)   |
| 14     | 31. avgust   | Villafranca del Bierzo — Villablino           | 200,5 km    |             | hribovita etapa | Kaden Groves (AUS)    |
| 15     | 1. september | Infiesto — Valgrande-Pajares                  | 143 km      |             | gorska etapa    | Pablo Castrillo (ESP) |
|        | 2. september | dan počitka                                   | dan počitka | dan počitka | dan počitka     | dan počitka           |
| 16     | 3. september | Luanco — Lagos de Covadonga                   | 181,5 km    |             | gorska etapa    | Marc Soler (ESP)      |
| 17     | 4. september | Arnuero — Santander                           | 141,5 km    |             | hribovita etapa | Kaden Groves (AUS)    |
| 18     | 5. september | Vitoria-Gasteiz — Maeztu                      | 179,5 km    |             | hribovita etapa | Urko Berrade (ESP)    |
| 19     | 6. september | Logroño — Alto de Moncalvillo                 | 173,5 km    |             | razgibana etapa | Primož Roglič (SLO)   |
| 20     | 7. september | Villarcayo — Picón Blanco                     | 172 km      |             | gorska etapa    | Eddie Dunbar (IRL)    |
| 21     | 8. september | Distrito Telefónica — Madrid                  | 24,6 km     |             | kronometer      | Stefan Küng (SUI)     |
| Skupaj | Skupaj       | Skupaj                                        | 3304,3 km   | 3304,3 km   | 3304,3 km       | 3304,3 km             |

## Razvrstitev po klasifikacijah
| Etapa  | Zmagovalec      | Rdeča majica ·  | Zelena majica · | Pikčasta majica · | Bela majica ·     | Ekipno ·                   | Borbenost ·      |
| ------ | --------------- | --------------- | --------------- | ----------------- | ----------------- | -------------------------- | ---------------- |
| 1      | Brandon McNulty | Brandon McNulty | Brandon McNulty | brez              | Mathias Vacek     | UAE Team Emirates          | brez             |
| 2      | Kaden Groves    | Wout van Aert   | Kaden Groves    | Stefan Küng       | Mathias Vacek     | UAE Team Emirates          | Luis Ángel Maté  |
| 3      | Wout van Aert   | Wout van Aert   | Wout van Aert   | Luis Ángel Maté   | Mathias Vacek     | UAE Team Emirates          | Xabier Isasa     |
| 4      | Primož Roglič   | Primož Roglič   | Wout van Aert   | Sylvain Moniquet  | Antonio Tiberi    | UAE Team Emirates          | Pablo Castrillo  |
| 5      | Pavel Bittner   | Primož Roglič   | Wout van Aert   | Sylvain Moniquet  | Antonio Tiberi    | UAE Team Emirates          | Ibon Ruiz        |
| 6      | Ben O'Connor    | Ben O'Connor    | Wout van Aert   | Sylvain Moniquet  | Florian Lipowitz  | Decathlon-AG2R La Mondiale | Ben O'Connor     |
| 7      | Wout van Aert   | Ben O'Connor    | Wout van Aert   | Sylvain Moniquet  | Antonio Tiberi    | Decathlon-AG2R La Mondiale | Xabier Isasa     |
| 8      | Primož Roglič   | Ben O'Connor    | Wout van Aert   | Primož Roglič     | Antonio Tiberi    | Red Bull–Bora–Hansgrohe    | Oier Lazkano     |
| 9      | Adam Yates      | Ben O'Connor    | Wout van Aert   | Adam Yates        | Florian Lipowitz  | UAE Team Emirates          | Adam Yates       |
| 10     | Wout van Aert   | Ben O'Connor    | Wout van Aert   | Adam Yates        | Florian Lipowitz  | UAE Team Emirates          | Wout van Aert    |
| 11     | Eddie Dunbar    | Ben O'Connor    | Wout van Aert   | Adam Yates        | Carlos Rodriguez  | UAE Team Emirates          | Xandro Meurisse  |
| 12     | Pablo Castrillo | Ben O'Connor    | Wout van Aert   | Adam Yates        | Carlos Rodriguez  | UAE Team Emirates          | Pablo Castrillo  |
| 13     | Michael Woods   | Ben O'Connor    | Wout van Aert   | Wout van Aert     | Carlos Rodriguez  | UAE Team Emirates          | Wout van Aert    |
| 14     | Kaden Groves    | Ben O'Connor    | Wout van Aert   | Wout van Aert     | Carlos Rodriguez  | UAE Team Emirates          | Jhonatan Narváez |
| 15     | Pablo Castrillo | Ben O'Connor    | Wout van Aert   | Wout van Aert     | Florian Lipowitz  | UAE Team Emirates          | Jay Vine         |
| 16     | Marc Soler      | Ben O'Connor    | Kaden Groves    | Jay Vine          | Carlos Rodriguez  | UAE Team Emirates          | Marc Soler       |
| 17     | Kaden Groves    | Ben O'Connor    | Kaden Groves    | Jay Vine          | Carlos Rodriguez  | UAE Team Emirates          | Xabier Isasa     |
| 18     | Urko Berrade    | Ben O'Connor    | Kaden Groves    | Marc Soler        | Carlos Rodriguez  | UAE Team Emirates          | Marc Soler       |
| 19     | Primož Roglič   | Primož Roglič   | Kaden Groves    | Marc Soler        | Mattias Skjelmose | UAE Team Emirates          | Isaac del Toro   |
| 20     | Edward Dunbar   | Primož Roglič   | Kaden Groves    | Jay Vine          | Mattias Skjelmose | UAE Team Emirates          | Marc Soler       |
| 21     | Stefan Küng     | Primož Roglič   | Kaden Groves    | Jay Vine          | Mattias Skjelmose | UAE Team Emirates          | brez             |
| Skupaj | Skupaj          | Primož Roglič   | Kaden Groves    | Jay Vine          | Mattias Skjelmose | UAE Team Emirates          | Marc Soler       |